# Un giorno perfetto (film 2006)
Un giorno perfetto (A Perfect Day) è un film per la televisione del 2006 diretto da Peter Levin.
È un film drammatico statunitense con Rob Lowe, Frances Conroy, Christopher Lloyd, Jude Ciccolella e Paget Brewster. È basato su un romanzo di Richard Paul Evans.

## Trama
Rob è un uomo che vive con la sua famiglia una vita misera e fatta di sacrifici. La svolta avviene quando finalmente decide di pubblicare un libro ispirato all'esperienza commovente della morte di suo suocero. Dapprima il suo libro non otterrà grande fama ma successivamente Rob si ritroverà a dover viaggiare in tutto il mondo sommerso da conferenze e incontri importanti con lettori ed autori curiosi. Questo purtroppo lo porterà a mettere i suoi cari in secondo piano e a separarsi dalla moglie. A riportarlo con i piedi per terra sarà un anziano signore che gli farà notare ciò che sta perdendo prevedendo la sua morte ormai vicina. Dunque non sarà più in grado di riconciliarsi con la sua famiglia se non metterà da parte i suoi interessi. Quest'uomo si presenta come un angelo mandato da Dio per riportare Rob sulla strada giusta. In seguito si scoprirà che il presunto angelo è in verità un comune mortale, ma un elemento molto importante per la storia, senza il quale il protagonista non avrebbe più potuto avvicinarsi ai suoi cari. Il film si conclude con un piacevole lieto fine: Rob riabbraccia sua moglie e l'adorata figlia, dopo aver chiesto perdono al padre abbandonato da anni.

## Produzione
Il film, diretto da Peter Levin su una sceneggiatura di Joyce Eliason con il soggetto di Richard Paul Evans, fu prodotto da Judy Cairo per la Magna Global Entertainment e la Stephanie Germain Productions e girato a New Orleans dal 29 agosto 2006.

## Distribuzione
Il film fu trasmesso negli Stati Uniti il 18 dicembre 2006 con il titolo A Perfect Day sulla rete televisiva TNT.
Altre distribuzioni:
- in Grecia il 3 dicembre 2007 (Ta kalytera Hristougenna tis zois mou, in DVD)
- in Australia il 5 dicembre 2007 (in DVD)
- in Ungheria il 11 dicembre 2007 (Tökéletes nap, in DVD)
- in Islanda il 17 dicembre 2007 (in DVD)
- in Norvegia il 9 gennaio 2008 (in DVD)
- in Germania il 10 gennaio 2008 (Ein vollkommener Tag, in DVD)
- in Svezia il 23 dicembre 2008
- in Giappone il 5 agosto 2009 (in DVD)
- in Brasile (Um Dia Perfeito)
- in Portogallo (Um Dia Perfeito)
- in Spagna (Un día perfecto)
- in Francia (Une merveilleuse journée)
- in Italia (Un giorno perfetto)